# Anna Hofer
Anna Hofer (Brunico, 28 febbraio 1988) è un'ex sciatrice alpina italiana.

## Biografia
Originaria di Cadipietra in Valle Aurina e attiva in gare FIS dal gennaio del 2004, Anna Hofer in Coppa Europa ha esordito il 2 febbraio 2005 Sarentino, concludendo 55ª in discesa libera, e ha colto il primo podio il 12 marzo 2010, piazzandosi 3ª nello slalom gigante di Kranjska Gora. Il 23 gennaio 2011 ha esordito in Coppa del Mondo a Cortina d'Ampezzo in supergigante, senza concludere la prova. Il 2 febbraio 2016 ha colto la sua unica vittoria in Coppa Europa, aggiudicandosi la discesa libera di Davos, e in quella stagione ha chiuso al 3º posto la classifica di supergigante nel circuito continentale, piazzamento ripetuto nella stagione seguente.
Il 17 dicembre 2017 ha ottenuto il suo miglior risultato in Coppa del Mondo (10ª nel supergigante di Val-d'Isère) e il 21 dicembre successivo in Val di Fassa in discesa libera è salita per l'ultima volta in carriera sul podio in Coppa Europa (3ª); il 16 marzo 2018 ha disputato la sua ultima gara nel circuito continentale, lo slalom gigante di Soldeu, e il 21 gennaio 2019 l'ultima gara di Coppa del Mondo, la discesa libera di Cortina d'Ampezzo, in entrambi i casi senza completare la gara. Al termine di quella stessa stagione 2018-2019 ha annunciato il ritiro dall'attività agonistica; la sua ultima gara è stata il supergigante dei Campionati italiani 2019, il 27 marzo a Falcade/Passo San Pellegrino, chiuso dalla Hofer all'8º posto. In carriera non ha preso parte né a rassegne olimpiche né iridate.

## Palmarès

### Coppa del Mondo
- Miglior piazzamento in classifica generale: 78ª nel 2018

### Coppa Europa
- Miglior piazzamento in classifica generale: 6ª nel 2016
- 12 podi:
  - 1 vittoria
  - 5 secondi posti
  - 6 terzi posti

#### Coppa Europa - vittorie
| Data            | Località | Paese    | Specialità |
| --------------- | -------- | -------- | ---------- |
| 3 febbraio 2016 | Davos    | Svizzera | DH         |

Legenda:

DH = discesa libera

### South American Cup
- Miglior piazzamento in classifica generale: 14ª nel 2018
- 4 podi:
  - 1 vittoria
  - 1 secondo posto
  - 2 terzi posti

#### South American Cup - vittorie
| Data             | Località    | Paese | Specialità |
| ---------------- | ----------- | ----- | ---------- |
| 2 settembre 2017 | El Colorado | Cile  | GS         |

Legenda:

GS = slalom gigante

### Campionati italiani
- 4 medaglie[2]:
  - 1 argento (combinata nel 2017)
  - 3 bronzi (slalom gigante nel 2013; supergigante nel 2017; slalom gigante nel 2018)